# Заполье (Витебский район)
Заполье (бел. Запо́лле) — деревня в Витебском районе Витебской области Республики Беларусь. Административный центр Запольского сельсовета.

## География
Деревня расположена в 51 км в направлении на северо-восток от Витебска. Пролегает дорога Н-2301.
Ближайшие населённые пункты Бентяи, Демяхи, Кабаны и др.

### Гидрография
Около правого берега реки Усвяча.

## История
В 1886 году Заполье, село бывшее владельческое, при реке Усвяче, дворов 15, жителей 84, церковь православная, часовня, 2 ярмарки.
В 1906 году в Казаковской волости Велижского уезда Витебской губернии, 17 дворов.

## Население

### Численность
- 2009 год — 180 жителей

### Динамика
- 1997 год — 85 дворов, 292 жителей[3]
- 1999 год — 292 жителей (перепись населения)
- 2009 год — 180 жителей (перепись населения)[2]

## Культура
- Музей ГУО "Запольская базовая школа Витебского района имени комиссара Первой Белорусской партизанской бригады Р. В. Шкредо"

## Достопримечательность
- Братская могила советских воинов, партизан и жертв фашизма.
- Памятник «Витебские ворота» (1977, архитекторы В. В. Ягодницкий и В. И. Чернявский)[4].

## Известные лица
- Михаил Фёдорович Сильницкий (1921—1942) — Герой Советского Союза.
- Николай Иванович Гончаров (1934—1991) — белорусский график, искусствовед, писатель.